# Edgar Walth
Edgar Walth (* 15. Juni 1991 in Carmanova, Moldawien) ist ein deutscher Profiboxer im Superfedergewicht.

## Amateurkarriere
Edgar Walth bestritt 208 Amateurkämpfe. Er ist Deutscher Meister im Bantamgewicht der Jahre 2013, 2014, 2015 und 2016, sowie Vizemeister der Jahre 2009 und 2010. 2011 wurde er Dritter. Darüber hinaus boxte er für den BC Straubing in der 1. Bundesliga, sowie 2011/12 für die Leipzig Leopards und 2013/14 für Team Germany in der World Series of Boxing, wo ihm unter anderem Siege gegen Alexander Riscan und Shiva Thapa gelangen.
Bei den Europameisterschaften 2011 in der Türkei schied er im Achtelfinale gegen Veaceslav Gojan aus, gewann jedoch 2012 mit einem Finalsieg gegen Julião Neto die Europäischen Militärmeisterschaften in Estland. Bei den Weltmeisterschaften 2013 in Almaty unterlag er in der Vorrunde gegen Zhang Jiawei.
Beim World Olympic Qualifier 2016, zur Qualifikation für die Olympischen Spiele 2016, besiegte er Ayabonga Sonjica, Hesham Abdelaal und Stefan Iwanow, verlor aber im Viertelfinale gegen Arashi Morisaka und konnte sich somit nicht qualifizieren.

## Profikarriere
Walth steht bei Petkos Boxpromotion aus München unter Vertrag und gewann sein Profidebüt am 14. Oktober 2017 in Unterschleißheim. In seinem siebenten Kampf am 6. April 2019, gewann er die internationale Deutsche Meisterschaft im Superfedergewicht.
Am 21. Dezember 2019 verlor er durch TKO in der siebenten Runde gegen den Ukrainer Wladyslav Melnyk.